# Thomasville, Georgia
Thomasville är en stad (city) i Thomas County, i delstaten Georgia, USA. Enligt United States Census Bureau har staden en folkmängd på 18 407 invånare (2011) och en landarea på 38,7 km². Thomasville är huvudort i Thomas County.